# Ommatius simulans
Ommatius simulans là một loài ruồi trong họ Asilidae. Ommatius simulans được Scarbrough miêu tả năm 2002. Loài này phân bố ở vùng Tân nhiệt đới.